# کوموناردو نیکولای

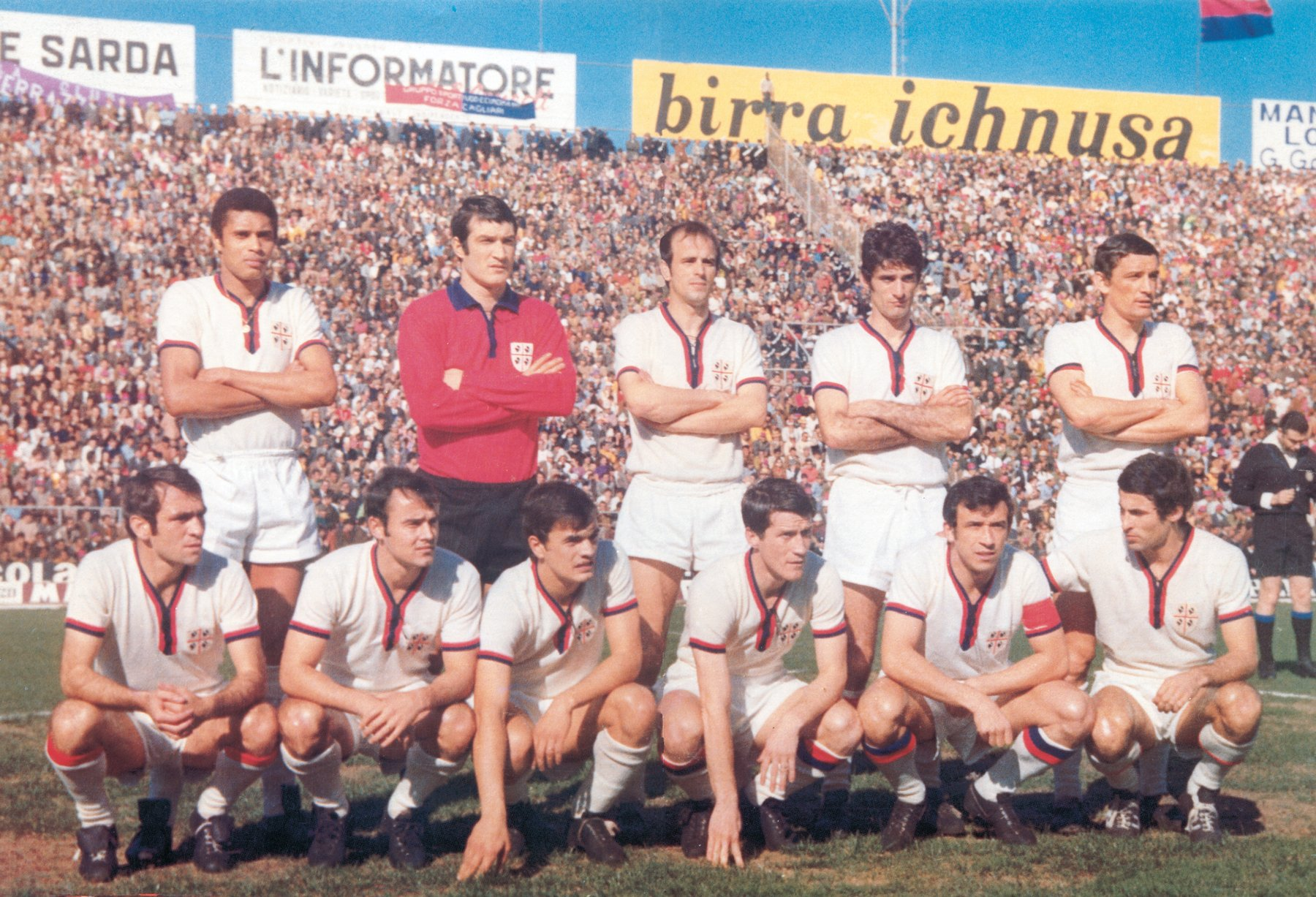
تیم فوتبال کالیاری در فصل ۱۹۶۹/۷۰

کوموناردو نیکولای (به ایتالیایی: Comunardo Niccolai) (۱۵ دسامبر ۱۹۴۶ – ۲ ژوئیهٔ ۲۰۲۴) بازیکن فوتبال اهل ایتالیا بود که از سال ۱۹۷۰ میلادی عضو تیم ملی فوتبال ایتالیا بوده و در ۳ بازی ملی حضور داشته‌است. او در بازی‌های ملی‌اش گلی به ثمر نرساند.
کوموناردو نیکولای آخرین بازی ملی خود را در سال ۱۹۷۰ میلادی انجام داد.
نیکولای در ۲ ژوئیهٔ ۲۰۲۴، در سن ۷۷ سالگی، درگذشت.